# La Pierre d'Amarra
La Pierre d'Amarra est le 3e épisode de la saison 1 de la série télévisée Angel.

## Résumé
Oz apporte à Angel un cadeau que Buffy souhaitait lui faire parvenir : la pierre d'Amarra. Cette pierre permet de rendre invulnérable un vampire ; ainsi, Angel pourrait enfin vivre sous le soleil. Le vampire cache la bague mais Spike, qui avait découvert le joyau à Sunnydale avant de se le faire reprendre par Buffy, arrive à Los Angeles avec l'intention de le récupérer. Angel et Spike se battent et Spike s'enfuit à l'arrivée de Doyle et Cordelia. Plus tard, Spike entraîne son rival dans un piège et Angel se fait capturer par un autre vampire, nommé Marcus. Ce dernier est un redoutable tortionnaire qui, ayant conclu un accord avec Spike, commence à torturer Angel pour lui faire avouer où il a caché la bague. Spike va ensuite voir Doyle et Cordelia pour les avertir qu'ils doivent lui donner la pierre avant la fin de la journée s'ils veulent qu'Angel vive.
Doyle trouve la bague et Cordelia et lui vont au rendez-vous fixé par Spike, demandant à voir Angel avant de lui donner la pierre. Spike les conduit à l'entrepôt où Angel est retenu et Doyle jette le joyau au loin pendant qu'Oz fait diversion en faisant une entrée fracassante au volant de sa camionnette. Cordelia et Doyle récupèrent Angel et partent avec Oz tandis que Spike cherche le joyau. Mais c'est Marcus qui, profitant de la confusion, s'en est emparé. Angel persuade Oz de se lancer à sa poursuite et ils le retrouvent marchant au soleil sur une plage voisine. Angel sort du véhicule et, commençant à s'enflammer, entraîne Marcus sous les flots avec lui. Il finit par l'empaler sur une poutre et lui retire ensuite la bague, ce qui le tue instantanément. Angel met ensuite la bague à son doigt, profitant du soleil jusqu'à son coucher. Il décide cependant de détruire la pierre car elle ne lui apporte pas la rédemption qu'il cherche.

## Statut particulier
Cet épisode marque le premier crossover entre Angel et Buffy contre les vampires. C'est en effet la suite directe des évènements se déroulant lors de l'épisode Désillusions, épisode 3 de la saison 4 de Buffy contre les vampires.
Ryan Bovay, du site Critically Touched, qui lui donne la note de A, évoque un « très bon épisode qui ne souffre que de quelques défauts mineurs » avec un personnage de Marcus « intéressant dans le genre psychopathe tranquille », « un mélange exceptionnel d'action, de développement des personnages et de pertinence thématique » et « la présence très divertissante de Spike dont la caricature d'Angel est l'une des scènes les plus drôles de toute la série ». Pour Nikki Stafford, c'est un « excellent épisode » qui illustre les décisions difficiles que doit désormais prendre Angel et qui prouve que David Boreanaz n'est jamais aussi bon que lorsqu'il donne la réplique à James Marsters. Noel Murray, du site The A.V. Club, écrit qu'il a apprécié cet épisode mais qu'il regrette que des interactions avec Buffy contre les vampires aient lieu si tôt dans la série car il « préférerait à ce stade voir s'étoffer le monde d'Angel' ».

## Musique
La musique que fait jouer Marcus quand il torture Angel est la Symphonie no 41 de Mozart.

## Distribution

### Acteurs crédités au générique
- David Boreanaz : Angel
- Charisma Carpenter : Cordelia Chase
- Glenn Quinn : Allen Francis Doyle

### Acteurs crédités en début d'épisode
- Seth Green : Oz
- James Marsters : Spike
- Kevin West : Marcus
- Malia Mathis : Rachel